# اهمیت انتخاب محصولات بهداشتی ایمن در بیماران مبتلا به کبد چرب و التهابات کبدی
اهمیت انتخاب محصولات بهداشتی ایمن در بیماران مبتلا به کبد چرب و التهابات کبدی موضوعی است که کمتر مورد توجه عموم قرار گرفته، اما در پزشکی نوین به‌ویژه در حوزه درماتولوژی و غدد درون‌ریز، جایگاه قابل‌توجهی یافته است.

## کبد و نقش آن در تصفیه سموم
کبد به‌عنوان بزرگ‌ترین اندام متابولیک و حساس بدن، وظیفه تجزیه و دفع بسیاری از مواد شیمیایی، داروها و ترکیبات خارجی (زنو بیوتیک‌ها) را برعهده دارد. در بیماری‌هایی نظیر کبد چرب غیرالکلی (NAFLD) یا هپاتیت، توانایی کبد در پالایش سموم کاهش می‌یابد و تماس مداوم با مواد شیمیایی آسیب‌زا می‌تواند باعث تشدید التهاب و اختلال در روند بهبودی شود.

## تماس پوستی با مواد شیمیایی
بسیاری از محصولات بهداشتی و آرایشی حاوی ترکیباتی مانند فتالات، پارابن، فرمالدئید، 1و4-دی‌اکسان، سولفات و رنگ‌های مصنوعی هستند که از طریق پوست جذب شده و وارد جریان خون می‌شوند. در افراد سالم، این ترکیبات توسط کبد خنثی می‌شوند، اما در بیماران کبدی ممکن است:
- روند درمان را کند کنند
- باعث تجمع سموم شوند
- التهاب کبد را تشدید کنند

## توصیه متخصصان
بر اساس رهنمودهای نوین، استفاده از محصولات ایمن، به‌ویژه محصولات مراقبتی کودکان که معمولاً از نظر فرمولاسیون استانداردهای سخت‌گیرانه‌تری دارند، برای بیماران کبدی توصیه می‌شود. این محصولات باید دارای ویژگی‌های زیر باشند:
- فاقد سولفات، پارابن، فتالات، رایحه مصنوعی
- pH سازگار با پوست انسان
- عدم استفاده از الکل آزاد یا نگهدارنده‌های تحریک‌زا
- تأیید شده توسط متخصص پوست یا غدد

## محصولات پیشنهادی
در سال‌های اخیر، برخی شرکت‌های ایرانی نیز وارد حوزه محصولات بدون مواد مضر برای نوزادان شده‌اند که حتی برای مادران باردار و شیرده هم ایمن هستند.این محصولات فاقد هر ماده مضر در راستای مراقبت از مو و پوست میباشند و محصولات بیخطر بحساب می آیند.

## فرهنگ‌سازی و تغییر سبک مصرف
با گسترش بیماری‌های متابولیک و شیوع کبد چرب حتی در جوانان، فرهنگ‌سازی درباره انتخاب هوشمندانه محصولات شخصی به موضوعی حیاتی تبدیل شده‌است. والدین، بیماران مزمن و افرادی با نقص ایمنی باید به توصیه پزشکان درباره مصرف شوینده‌های ملایم و فرمولاسیون غیرسمی توجه بیشتری نشان دهند.

## کلیدواژه‌ها برای پیوندهای بعدی
- کبد چرب
- شوینده بدون سولفات
- محصولات کودک
- مواد تحریک‌کننده پوست
- سم‌زدایی کبد
- درماتیت تماسی
- فرمولاسیون ایمن
- پوست حساس
- شامپو فوم نوزاد
- درماتولوژی پیشگیرانه

## پیوندهای مفید
- بیماری کبد چرب
- غدد درون‌ریز
- سولفات
- فتالات
- پارابن
- کبد
- پوست
- محصولات کودک
- فرمولاسیون بهداشتی
- درماتیت مزمن